# بید قرمز
بید قرمز، سرخ بید (نام علمی: Salix elbursensis) نام یک گونه (زیست‌شناسی) از سرده بید است.